# Sockerart
Sockerarter, sackarider, kan syfta till gruppering av kolhydrater i allmänhet eller som samlingsnamn för kortkedjade kolhydrater. Kolhydrater kan delas in i enkla sockerarter (monosackarider) och sammansatta sockerarter (disackarider, trisackarider oligosackarider och polysackarider). I den obligatoriska näringsdeklarationen för livsmedel innefattar sockerarter enbart monosackarider och disackarider, vilket är den definition som Livsmedelsverket använder. I vissa fall inkluderas även korta kedjor av oligosackarider tillsammans med monosackarider och disackarider. Ett annat samlingsnamn för dessa kortkedjade kolhydrater är socker.
Prefixen mono-, di- respektive tri- anger hur många sockerenheter (ringar av kolatomer) sockermolekylen består av, där mono betyder en, di betyder två och tri betyder tre. Oligo- består av få enheter. Poly- byggs upp av ett stort antal monosackarider, med fler än två kedjor.
De vanligaste monosackariderna är glukos (druvsocker) och fruktos (fruktsocker).
De vanligaste disackariderna är laktos (mjölksocker), maltos och sackaros.